# USS Cowell (DD-547)
USS Cowell (DD-547), là một tàu khu trục lớp Fletcher được Hải quân Hoa Kỳ chế tạo trong Chiến tranh Thế giới thứ hai. Nó là chiếc tàu chiến thứ hai của Hải quân Mỹ được đặt theo tên Trung úy Hải quân John G. Cowell (1785-1814), sĩ quan hải quân tử trận trong cuộc Chiến tranh 1812. Nó hoạt động cho đến hết Thế Chiến II, xuất biên chế năm 1946 nhưng lại cho nhập biên chế trở lại năm 1950 để phục vụ trong Chiến tranh Triều Tiên; tiếp tục hoạt động cho đến năm 1971, khi nó được chuyển Argentina và hoạt động như là chiếc ARA Almirante Storni cho đến khi bị tháo dỡ năm 1982. Cowell được tặng thưởng danh hiệu Đơn vị Tuyên dương Tổng thống cùng mười một Ngôi sao Chiến trận trong Thế Chiến II, và thêm hai Ngôi sao Chiến trận khác khi phục vụ tại Triều Tiên.

## Thiết kế và chế tạo
Cowell được đặt lườn tại xưởng tàu của hãng Bethlehem Shipbuilding Corporation ở San Pedro, California vào ngày 7 tháng 9 năm 1942. Nó được hạ thủy vào ngày 18 tháng 3 năm 1943; được đỡ đầu bởi bà R. Hepburn; và nhập biên chế vào ngày 23 tháng 8 năm 1943 dưới quyền chỉ huy của Hạm trưởng, Trung tá Hải quân C. W. Parker.

## Lịch sử hoạt động

### Các chiến dịch Trung tâm Thái Bình Dương
Khởi hành từ San Pedro vào ngày 28 tháng 10 năm 1943, Cowell đi đến Trân Châu Cảng vào ngày 2 tháng 11, để gia nhập Lực lượng Đặc nhiệm 58, lực lượng tàu sân bay nhanh nòng cốt của Hạm đội Thái Bình Dương. Từ ngày 10 tháng 11 đến ngày 13 tháng 12, nó hộ tống các tàu sân bay khi chúng tung ra các cuộc không kích xuống quần đảo Gilbert, rồi khởi hành từ Espiritu Santo cho các cuộc không kích xuống Kavieng, New Ireland vào cuối năm; xuống các đảo Kwajalein, Ebeye và Eniwetok vào cuối tháng 1 năm 1944. Quay trở lại Majuro, nó lại lên đường tham gia cuộc tấn công Truk trong các ngày 16 và 17 tháng 2, rồi khởi hành đi Trân Châu Cảng để được tiếp liệu và bổ sung.
Cowell quay trở về Majuro vào ngày 22 tháng 3, gia nhập trở lại Lực lượng Đặc nhiệm 58 cho các hoạt động: không kích lên Palau, Yap và Ulithi từ ngày 30 tháng 3 đến ngày 1 tháng 4; chiếm đóng Hollandia, New Guinea từ ngày 21 đến ngày 23 tháng 4, và không kích lên Truk, Satawan và Ponape từ ngày 29 tháng 4 đến ngày 1 tháng 5. Sau các cuộc không kích lên đảo Marcus và đảo Wake từ ngày 19 đến ngày 23 tháng 5, nó tiếp tục hộ tống các tàu sân bay trong Chiến dịch Mariana. Nó xuất phát từ căn cứ ở Majuro từ ngày 6 tháng 6 đến ngày 14 tháng 7 cho các cuộc không kích lên Guam và Rota, tấn công vô hiệu hóa các căn cứ Nhật Bản tại quần đảo Bonin, cũng như cung cấp hỏa lực phòng không bảo vệ cho các tàu sân bay trong Trận chiến biển Philippine trong các ngày 19 và 20 tháng 6.
Sau một đợt đại tu tại Eniwetok, Cowell ra khơi vào ngày 29 tháng 8 cùng Đội đặc nhiệm 36.5 cho các cuộc không kích xuống phía Tây quần đảo Caroline, Philippines và Palau, xuống khu vực Manila và vịnh Subic, cũng như hỗ trợ cho cuộc đổ bộ lên Morotai vào ngày 15 tháng 9. Nó đi đến đảo Manus để tiếp liệu vào ngày 28 tháng 9, rồi lên đường vào ngày 2 tháng 10 hỗ trợ cho các đợt không kích xuống Okinawa, Luzon và Đài Loan nhằm chuấn bị cho cuộc đổ bộ lên Leyte. Khi các tàu tuần dương Canberra và Houston bị trúng ngư lôi trong các cuộc không kích ác liệt của quân Nhật vào các ngày 13 và 14 tháng 10, Cowell đã túc trực để cung cấp điện năng, ánh sáng và phương tiện bơm trong khi các con tàu bị hư hỏng rút lui khỏi khu vực chiến sự.
Cowell tham gia cùng lực lượng đặc nhiệm của nó trong trận Hải chiến vịnh Leyte, nơi máy bay từ tàu sân bay đã có mặt kịp lúc để tấn công các con tàu Nhật đang rút lui. Nó quay trở về Ulithi vào ngày 28 tháng 10, làm nhiệm vụ tuần tra và huấn luyện cho đến ngày 26 tháng 12, khi nó được lệnh quay trở về Seattle, Washington cho một đợt đại tu.

### Trận Okinawa
Cowell quay trở lại khu vực chiến trường, và đã khởi hành từ Saipan vào ngày 27 tháng 3 năm 1945 để tham gia cuộc đổ bộ chiếm đóng Okinawa. Nó hỗ trợ cho cuộc đổ bộ nghi binh vào ngày 1 tháng 4, rồi làm nhiệm vụ cột mốc radar canh phòng vốn đã đem lại cho nó danh hiệu Đơn vị Tuyên dương Tổng thống. Cho đến ngày 20 tháng 6, nó phải chịu đựng mối nguy hiểm trong vai trò canh phòng để dẫn đường những máy bay tiêm kích tuần tra chiến đấu trên không cũng như bắn rơi máy bay đối phương bằng hỏa lực phòng không của chính nó. Nhờ sự dũng cảm, kỹ năng cơ động né tránh và hỏa lực phòng không chính xác, ít nhất ba lần nó thoát khỏi bị hư hại.
Vào ngày 4 tháng 5, Cowell bắn rơi hai máy bay tấn công cảm tử Kamikaze chỉ cách con tàu 50 ft (15 m), hứng chịu một cơn mưa mảnh cháy và dầu đốt, rồi đi đến trợ giúp cho chiếc Gwin vốn bị một máy bay Kamizake khác đâm trúng. Đến ngày 13 tháng 5, nó nổ súng vào nhiều máy bay tấn công, rồi đưa các đội chữa cháy và y tế sang trợ giúp cho chiếc Bache bị đánh trúng, bảo vệ cho Bache không bị tấn công thêm. Trong một cuộc tấn công khác vào ngày 25 tháng 5, nó bắn rơi một chiếc Kamikaze đang bổ nhào khiến nó nổ tung trên không, gây một cơn mưa mảnh vỡ và cửa buồng lái lên sàn tàu và tạo ra những đám cháy nhỏ.
Được tách khỏi nhiệm vụ cột mốc canh phòng vào ngày 20 tháng 6, Cowell gia nhập Đội đặc nhiệm 32.15 để tuần tra ngoài khơi Okinawa trong biển Hoa Đông. Vào ngày 22 tháng 7, nó gửi các đội cứu hộ và chữa cháy sang trợ giúp cho chiếc Marathon. Sau khi Nhật Bản đầu hàng, nó khởi hành từ Okinawa vào ngày 20 tháng 9 để hỗ trợ cho việc đổ bộ chiếm đóng Matsuyama; rồi lên đường từ Nagoya vào ngày 31 tháng 10 để quay trở về nhà, về đến San Diego, California vào ngày 17 tháng 11. Cowell được cho xuất biên chế vào ngày 22 tháng 7 năm 1946 và được đưa về lực lượng dự bị tại San Diego.

### 1951 - 1960
Cowell được cho nhập biên chế trở lại vào ngày 21 tháng 9 năm 1951, và được điều động về Hạm đội Đại Tây Dương; nó rời San Diego vào ngày 4 tháng 1 năm 1952 và đi đến Norfolk, Virginia vào ngày 19 tháng 1. Sau khi tham gia các hoạt động huấn luyện và thực hành, nó khởi hành từ Norfolk vào ngày 7 tháng 1 năm 1953 để đi sang Viễn Đông, gia nhập Lực lượng Đặc nhiệm 77 ngoài khơi Triều Tiên, rồi hoạt động cùng các tàu chiến Hải quân Anh trong thành phần Lực lượng Phong tỏa bờ Tây. Nó đã hộ tống thiết giáp hạm Missouri trong hoạt động bắn phá xuống bờ biển phía Đông bán đảo Triều Tiên, rồi gia nhập Đội đặc nhiệm 95.2 cho các hoạt động bắn phá cảng Wonsan, quét mìn và tuần tra ven biển.
Cowell rời Sasebo vào ngày 26 tháng 6 cho chuyến đi vòng quanh trái đất để quay trở về nhà, ghé qua Manila trước khi băng qua Ấn Độ Dương, kênh đào Suez và Địa Trung Hải, và về đến Norfolk vào ngày 22 tháng 8. Từ ngày 4 tháng 9 đến ngày 23 tháng 11, nó tiến hành các cuộc thực tập tìm-diệt, và băng qua Đại Tây Dương và Địa Trung Hải cho các hoạt động tương tự từ ngày 4 tháng 1 đến ngày 11 tháng 3 năm 1954
Vào ngày 7 tháng 1 năm 1955, Cowell rời Norfolk để đi sang Long Beach, California, đến nơi vào ngày 28 tháng 1, nơi nó gia nhập Hạm đội Thái Bình Dương. Trong lượt phục vụ tại khu vực Tây Thái Bình Dương năm 1955, nó tham gia các cuộc thực tập tên lửa điều khiển trên đường đi Trân Châu Cảng, phục vụ canh phòng máy bay cho tàu sân bay Essex, phục vụ tuần tra tại eo biển Đài Loan, và tham gia các cuộc thực tập tìm-diệt cùng Lực lượng Đặc nhiệm 77. Nó quay trở lại khu vực Viễn Đông hàng năm cho các hoạt động tương tự, xen kẻ với việc huấn luyện và thực hành tại Long Beach, cho đến năm 1960.

### ARAAlmirante Storni
Cowell được cho xuất biên chế lần sau cùng vào ngày 17 tháng 8 năm 1971, rút khỏi danh sách Đăng bạ Hải quân Hoa Kỳ, và được chuyển giao cho chính phủ Argentina. Nó phục vụ cùng Hải quân Argentine như là chiếc ARA Almirante Storni. Con tàu từng can dự vào việc tranh chấp quần đảo Falkland giữa Argentina và Anh Quốc, khi nó nổ súng vào con tàu đưa Nam tước Shackleton, con trai nhà thám hiểm Nam Cực Ernest Shackleton, đi khảo sát kinh tế quần đảo này vào ngày 4 tháng 2 năm 1976, một trong những xung đột vốn dẫn đến cuộc Chiến tranh Falkland.
Almirante Storni ngừng hoạt động và bị tháo dỡ năm 1982.

## Phần thưởng
Cowell được tặng thưởng danh hiệu Đơn vị Tuyên dương Tổng thống cùng mười một Ngôi sao Chiến trận do thành tích phục vụ trong Thế Chiến II; nó còn được tặng thêm hai Ngôi sao Chiến trận khác khi phục vụ trong Chiến tranh Triều Tiên.